# Rečice
Rečice este o arie protejată (sit de importanță comunitară — SCI) din Croația întinsă pe o suprafață de 7,21 ha, integral pe uscat.

## Localizare
Centrul sitului Rečice este situat la coordonatele 45°28′16″N 14°30′06″E / 45.471093°N 14.501778°E.

## Înființare
Situl Rečice a fost declarat sit de importanță comunitară în iulie 2013 pentru a proteja un număr necunoscut de specii din flora spontană și fauna sălbatică aflate în arealul zonei.

## Biodiversitate
Situată în ecoregiunea alpină, aria protejată conține 4 habitate naturale: Ape puternic oligomezotrofe cu vegetație bentonică cu Chara spp., Mlaștini alcaline, Liziere de ierburi înalte hidrofile de câmpie și de nivel montan până la alpin, Pajiști uscate seminaturale și facies de acoperire cu tufișuri pe substraturi calcaroase (Festuco-Brometalia) (* situri importante pentru orhidee).
La baza desemnării sitului se află un număr nedeclarat de specii protejate.
Pe lângă speciile protejate, pe teritoriul sitului au mai fost identificate 9 specii de plante.